# Tetrastichus ovicida
Tetrastichus ovicida är en stekelart som beskrevs av Jean Risbec 1951. Tetrastichus ovicida ingår i släktet Tetrastichus och familjen finglanssteklar.
Artens utbredningsområde är Senegal. Inga underarter finns listade i Catalogue of Life.